# Marianne Peretti
Marie Anne Antoinette Hélène Peretti, coneguda simplement com Marianne Peretti   (París, 13 de desembre de 1927 - Recife, 25 d'abril de 2022), va ser una artista plàstica franco-brasilera. Considerada la vitraller a més important del Brasil, va ser l'única dona a integrar l'equip d'artistes durant la construcció de Brasília.

## Biografia

### Joventut i trasllat al Brasil
Filla de la model francesa Antoinette Louise Clotilde Ruffier i de l'historiador pernambucà João de Medeiros Peretti, Marianne va néixer a la capital francesa el 13 de desembre de 1927, on va créixer. Va ser expulsada dels col·legis Lycée Molière i Lycée Victor Duruy per fugir-ne i anar a pintar. Encara a París, va estudiar dibuix i pintura, éssent l'alumna més jove -amb 15 anys- en l'École Nationale Supérieure des Arts Décoratifs. Després va passar per l'Académie de La Grande Chaumiére, a Montparnasse, on va ser alumna d'Édouard Goerg i de François Desnoyer. La seva primera exposició individual va tenir lloc en la Gallerie Mirador.
Va traslladar-se definitivament al Brasil l'any 1956 i va residir a Ceará, Pernambuco i Bahia. Va participar de la 5a Biennal de São Paulo, on va guanyar el premi de millor portada de llibre. Va realitzar diverses exposicions, individuals i col·lectives, a París, São Paulo, Olinda, Rio de Janeiro i altres ciutats. També va produir escultures, vitralls i relleus per a edificis públics i residències particulars, en grans ciutats del Brasil, especialment São Paulo, Brasília i Recife, i països d'Europa, principalment França i Itàlia.

### Construcció de Brasília
Oscar Niemeyer va conèixer el treball de Peretti quan ella ja residia al Brasil, gràcies a un vitrall fet per a l'arquitecta Janete Costa. Ell va convidar-la a participar dels seus projectes i, des de llavors, va passar a concentrar-se més en aquesta art.
Sobre la construcció de la capital nacional ella va afirmar: «Era tot de cop i tot molt ràpid, perquè la ciutat estava sent inventada i havíem d'adaptar-nos a aquest ritme, de fer el millor en poc temps». El primer vitrall va ser el de la capella del Palau del Jaburu.
Niemeyer va declarar:
| «                | M'emocionava veure-la durant mesos dissenyant els vitralls. Eren centenars de fulls de paper vegetal per cada lòbul de la Catedral. Marianne Peretti és una artista de talent excepcional, els vitralls meravellosos que va crear per a la Catedral de Brasília són comparables pel seu valor i esforç física a les obres del Renaixement. La seva preocupació invariable és inventar coses noves, influir amb el seu treball el camp de les arts plàstiques. | » |
| — Oscar Niemeyer | |   |

#### Alumbramento

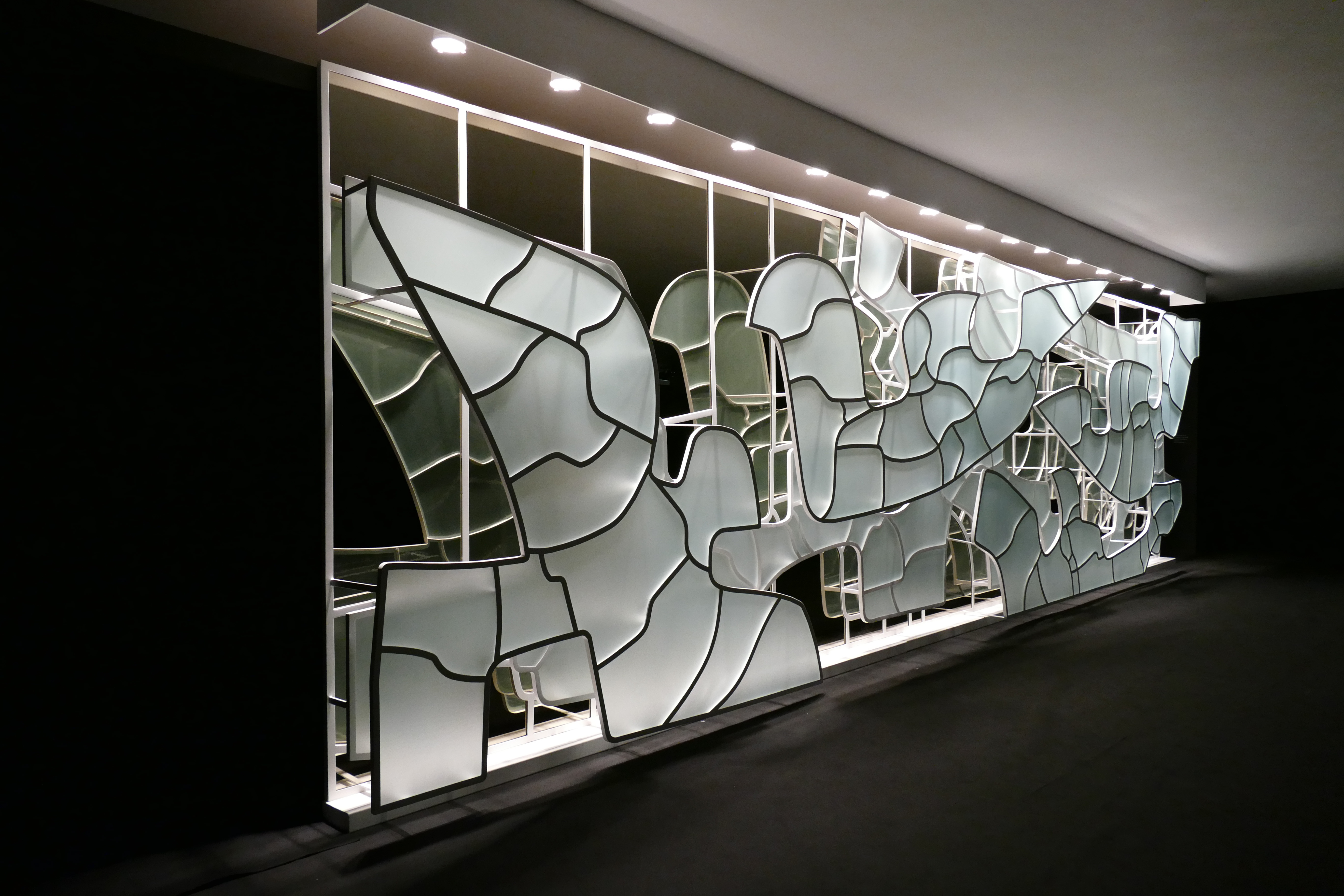
Obra Alumbramento

Una de les principals obres de Peretti, el panell Alumbramento (1978) va ser donada per l'artista al Senat del Brasil. Va estar exposada fins als anys noranta, quan va ser retirada i emmagatzemada. En paraules de la parisenca, «Estava deixat a terra, com en un ferro vell. Qui va fer això no tenia la sensibilitat necessària, haurien d'investigar qui va ser-ne el responsable». Segons va informar el Senat, l'obra s'havia deteriorat i s'havia decidit desinstalar-la. Com a resultat, les més de 200 peces de vidre del panell van resultar danyades.
l'any 2016, l'obra va ser restaurada gràcies a un inversor privat i va tornar a ser exposada a la seu del Senat, en el Saló Blanc. El 8 de novembre va ser reinaugurada pels presidents del Senat, Renan Calheiros, i de la Cambra de Diputats, Rodrigo Maia.

### Mort
Marianne Peretti va morir el dia 25 d'abril de 2022, en el Reial Hospital Portuguès de Recife. La causa de la mort no va ser informada. Va ser enterrada el 30 d'abril en el Cementiri Campo da Esperança de Brasília.

## Principals obres

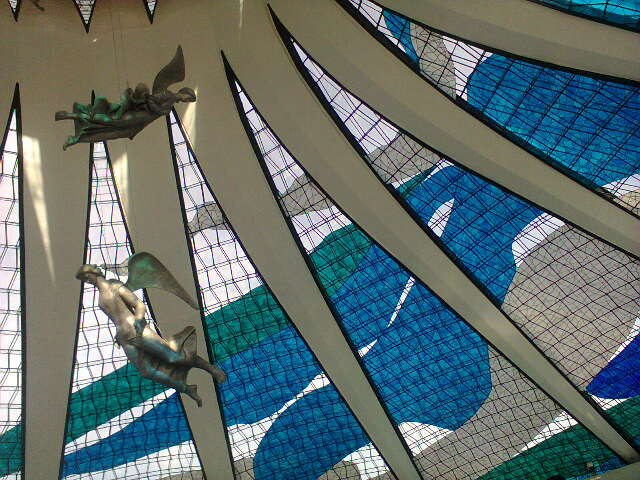
Detall dels vitralls de la Catedral de Brasília, que van ser restaurats el 2012.

### Vitralls
- Catedral de Brasília - Brasília, Districte federal.
- Panteão de la Pàtria - Brasília, Districte federal.
- Palau del Jaburu - Brasília, Districte federal.
- Palau del Superior Tribunal de Justícia - Brasília, Districte federal.
- Cambra dels Diputats - Brasília, Districte federal.
- Memorial JK - Brasília, Districte federal.
- Capella del Tribunal Regional Federal de la 5a Regió (TRF/5a) - Recife, Pernambuco.
- Tribunal de Justícia de Pernambuco (TJPE) - Recife, Pernambuco.
- Memorial de la Cabanagem - Belém, Pará.
- Memorial Teotônio Vilela - Maceió, Alagoas.
- Edifici del Grup Burgo - Torí, Itàlia.

### Murals i escultures
- Escultura en bronze, al rebedor d'entrada de l'Escola de Comptes Públics Professor Barreto Guimarães - Recife, Pernambuco.
- Escultura en ferro de l'Assemblea Legislativa de Piauí - Teresina, Piauí.
- Escultura en bronze del Teatre Nacional Cláudio Santoro - Brasília, Districte federal.
- Escultura de la biblioteca del Memorial d'Amèrica Llatina - São Paulo, São Paulo.
- Escultura per a Le Volcan - Le Havre, França.
- Escultura per a l'Editorial Mondadori - Milà, Itàlia.
- Panells esculturals del Senat Federal - Brasília, Districte federal.
- Mural del Museu del Carnaval - Rio de Janeiro, Rio de Janeiro.
- Mural de la Cambra Sindical d'Electricitat - París, França.

|  |  |  |